# José Goya y Muniain
José Gil de Goya y Muniain (Azanza, 9 de julio de 1756 - Sevilla, 6 de marzo de 1807), abogado y traductor plagiario español.

## Biografía
Navarro de origen, estudió Derecho Civil y Canónico en la Universidad de Zaragoza gracias a la ayuda prestada por su tío Juan Gil, quien le cedió la capellanía de la casa de Azanza, y se graduó como bachiller en Leyes. Residió luego en Valencia, donde se licenció y doctoró en Cánones. En Valencia entró en contacto con Gregorio Mayáns y su círculo. En 1780 se trasladó a Madrid, donde ingresó como bibliotecario de la Real Biblioteca, bajo la protección de Francisco Pérez Bayer. Fue auditor del Tribunal de la Rota desde 1797 y canónigo de Sevilla. Negoció diputado por Navarra ante Manuel Godoy, quien le usó en otras comisiones. En 1803 el Ayuntamiento de Pamplona y clero de la diócesis solicitó que fuera elevado a la dignidad episcopal navarra pero por las vicisitudes propias de su momento, cesó en sus cargos en 1805
Pero, según afirma Marcelino Menéndez Pelayo en su Bibliografía hispano-latino clásica (II: pp. 108–109), fue autor de numerosos plagios intelectuales. Por ejemplo, publicó a su nombre tres obras: unos Hechos de los españoles en el santo Concilio de Trento que son en realidad de Andrés Marcos Burriel, también unos Comentarios de Cayo Julio César que fueron traducidos por el jesuita José Petisco, publicados con dedicatoria al Rey y que le valieron una pensión, y un Arte poética en castellano de Aristóteles que fue obra de Pedro Luis Blanco; estos dos últimos autores le habían dado inocentemente una copia de sus obras a José Goya. El padre Miguel Batllori piensa, además, que tampoco es suya la traducción del Catecismo trilingüe de Pedro Canisio. Si parece suyo un Cuaderno de curiosos apuntamientos... (1790) escrito en forma de diálogo entre dos hermanos, Javier y José, en donde el primero recibe del otro, de mayor edad y sacerdote, toda una colección de reglas y consejos para cumplir sus obligaciones como cristiano y buen padre de familia. También son de su mano unas Memorias que publicó el erudito Goñi Gaztambide en 1971.

## Obras publicadas con su nombre
- Traducción de la Poética de Aristóteles (1798)
- Los Comentarios de Julio César (1798)
- Catecismo católico trilingüe del P. Pedro Canisio, teólogo de la Compañía de Jesús, dispuesto para uso de la juventud española (Madrid 1798)
- Cuaderno de curiosos apuntamientos para uso privativo de Francisco Javier de Goya, vecino del lugar de Azanza, valle de Goñi, en el Reyno de Navarra, Año de 1790.
- Libro de memorias del Doctor Don Joseph Gil de Goya y Muniain, natural de Azanza, obispado de Pamplona. Dispúsole en Madrid por el mes de octubre del año de 1781, 1971.
- El Exercicio, 1791, obra perdida.